# Acteana alazonica
Acteana alazonica är en insektsart som beskrevs av Karsch 1896. Acteana alazonica ingår i släktet Acteana och familjen gräshoppor. Inga underarter finns listade i Catalogue of Life.